# Municipio de San José Iturbide
El municipio de San José Iturbide es uno de los 46 municipios que conforman al estado mexicano de Guanajuato. 

## Historia
La población fue fundada el 5 de febrero de 1754 con el nombre de Casas Viejas. El 9 de octubre de 1859 el gobernador Manuel Doblado le concedió el grado de villa y la renombró como San José Iturbide, en honor a José de Nazaret y a Agustín de Iturbide, uno de los líderes del movimiento de independentista mexicano. Tras la Revolución mexicana fue renombrada como Ciudad Álvaro Obregón, pero el 21 de septiembre de 1948 la XL Legislatura del Congreso del Estado de Guanajuato le restituyó su nombre anterior y le concedió el grado de ciudad.

## Geografía
El municipio de San José Iturbide se ubica al oriente del estado de Guanajuato. Limita al norte con los municipios de Doctor Mora y San Luis de la Paz; al sur con el estado de Querétaro; al este con el municipio de Tierra Blanca y al oeste con el municipio de San Miguel de Allende.

## Demografía

### Localidades
En el censo de 2020 el municipio de San José Iturbide contaba con 206 localidades.
| Código INEGI      | Localidad                   | Población (2020) |
| ----------------- | --------------------------- | ---------------- |
| 110320001         | San José Iturbide           | 27 593           |
| 110320015         | El Capulín                  | 3 649            |
| 110320326         | Prados del Rosario          | 3 214            |
| 110320086         | San Sebastián del Salitre   | 2 212            |
| 110320061         | Ojo de Agua del Refugio     | 2 025            |
| 110320095         | Santa Anita                 | 1 888            |
| 110320112         | La Venta                    | 1 560            |
| 110320074         | Puerto de Carroza           | 1 435            |
| 110320108         | Tulillo de Abajo            | 1 431            |
| 110320090         | San Diego de las Trasquilas | 1 233            |
| 110320109         | Tulillo de Arriba           | 1 231            |
| 110320014         | La Cantera                  | 1 097            |
| 110320055         | Medina                      | 1 039            |
| 110320002         | Las Adjuntas                | 1 012            |
| Otras localidades | Otras localidades           | 38 939           |
| Total municipal   | Total municipal             | 89 558           |

## Presidentes municipales
| Presidente municipal              | Periodo   |
| --------------------------------- | --------- |
| Jesús Esqueda                     | 1952-1954 |
| Moisés Cabrera                    | 1955-1957 |
| Refugio Zarazúa                   | 1958-1960 |
| Arnulfo Montes                    | 1961-1963 |
| Genaro Soto Pérez                 | 1964-1966 |
| Fernando Ledesma                  | 1967-1969 |
| Martín Gutiérrez Zúñiga           | 1970-1972 |
| Carlos Rodríguez López            | 1973      |
| Socorro Rubio                     | 1974-1976 |
| Martín Gutiérrez Ledezma          | 1977-1979 |
| Roberto de la Vega                | 1980-1982 |
| Ignacio Torres Landa García       | 1983-1985 |
| Salvador Garfias Loyola           | 1986-1988 |
| Ricardo Estrada Robles            | 1989-1991 |
| Ciro Verduzco de la Vega          | 1992-1994 |
| Honorio Sinecio Rodríguez         | 1995-1997 |
| Víctor Arnulfo Montes de la Vega  | 1998-2000 |
| Miguel Ferro Herrera              | 2000-2003 |
| Javier de la Vega Velázquez       | 2003-2006 |
| Enrique Alejandro Arvizu Valencia | 2006-2009 |
| Jerónimo Robles Gutiérrez         | 2009-2012 |
| Filiberto López Plaza             | 2012-2015 |
| César Rodríguez                   | 2015-2018 |
| Genaro Martín Zúñiga Soto         | 2018-2021 |
| Cindy Abril Arvizu Hernández      | 2021-2024 |
| Edgar Manuel Montes de la Vega    | 2024-2027 |